# El Angolo Uno
El Angolo Uno es una localidad peruana ubicada en el distrito de Marcavelica, perteneciente a la provincia de Sullana del departamento de Piura, al norte del Perú.

## Demografía
En el 2017 El Angolo Uno tenía una población de 8 habitantes.
| Gráfica de evolución demográfica de El Angolo Uno entre 1993 y 2017 |
|                                                                     |
| Fuentes: Población 1993 y 2017                                      |